# James Smithson
James Smithson, DT., FRS (c. 1765 - 27 de maig de 1829) va ser un mineralogista i químic britànic conegut per haver deixat un llegat en el seu testament als Estats Units d'Amèrica, que es va utilitzar inicialment per finançar l'Institut Smithsonian.

## Biografia
No se sap molt sobre la vida d'Smithson: les seves col·leccions científiques, quaderns, diaris i correspondència es van perdre en un incendi que va destruir l'edifici de l'Institut Smithsonian el 1865, només els 213 volums de la seva biblioteca personal i alguns escrits personals van sobreviure. Smithson va néixer el 1765 a París, França, fill il·legítim no reconegut d'un terratinent anglès, el molt respectat i compliment Sir Hugh Smithson, quart baró de Stanwick, al nord de Yorkshire, que més tard va canviar el seu nom pel de Hugh Percy, i es va convertir en el primer Duc de Northumberland, Orde de la Lligacama.

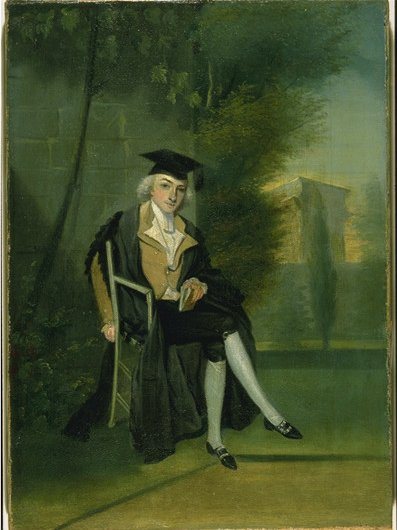
Un retrat de Smithson a la Universitat d'Oxford c.1786 per James Roberts, que ara penja en la Galeria Nacional de Retrats de la Institució Smithsoniana.

La mare de James Smithson era l'amant del seu pare, Elizabeth Hungerford Keate, la filla de John Keate, un oncle de George Keate (1729-1797) que va ser triat per a la Royal Society en 1766. Elizabeth era la vídua de John Macie, de Weston, prop de Bath, Somerset, per la qual cosa el jove Smithson originalment es deia Jacques Louis Macie. La seva mare es va casar amb John Marshe Dickinson, un fill amb problemes de Marshe Dickinson, que va ser alcalde de la ciutat de Londres en 1757 i membre del Parlament. Durant aquest matrimoni, va tenir un altre fill, però l'1 º Duc de Northumberland, en lloc de Dickinson, es creu que ha estat el pare d'aquest segon fill també.
Smithson, va començar els seus estudis de pregrau en Pembroke College, Universitat d'Oxford, i en 1782 va rebre el seu Mestratge en Arts (DT.). Llicenciat en 1786, es va matricular com Jacobus Ludovicus Macie. El geòleg francès Barthélemy Faujas de Saint-Fond ho va descriure com un jove estudiant diligent, dedicat a la recerca científica, que corria el risc de ahogamiento per recollir observacions geològiques en una gira per les Illes Hèbrides.
El 19 d'abril de 1787, als 22 anys, sota el nom de James Lewis Macie, va ser triat el més jove membre de la Royal Society. Quan la seva mare va morir, en 1800, ell i el seu germà va heretar un patrimoni considerable. Al voltant de 1802, va canviar el seu cognom de Macie al cognom del seu pare, Smithson.
Smithson va morir el 27 de juny de 1829, a Gènova i el seu cos va ser enterrat en el cementiri Inglés de Sant Benigne. El 1904, Alexander Graham Bell, llavors Regenti de la Institució Smithsonian, va portar el cos de Smithson de Gènova a Washington DC, on van ser sepultats a l'edifici de l'Institut Smithsoniano (El Castell). El seu sarcòfag erròniament diu que va morir als 75 anys, tenia circa 64.
Els seus papers estan en mans dels arxius de la Institució Smithsoniana.

## Carrera científica

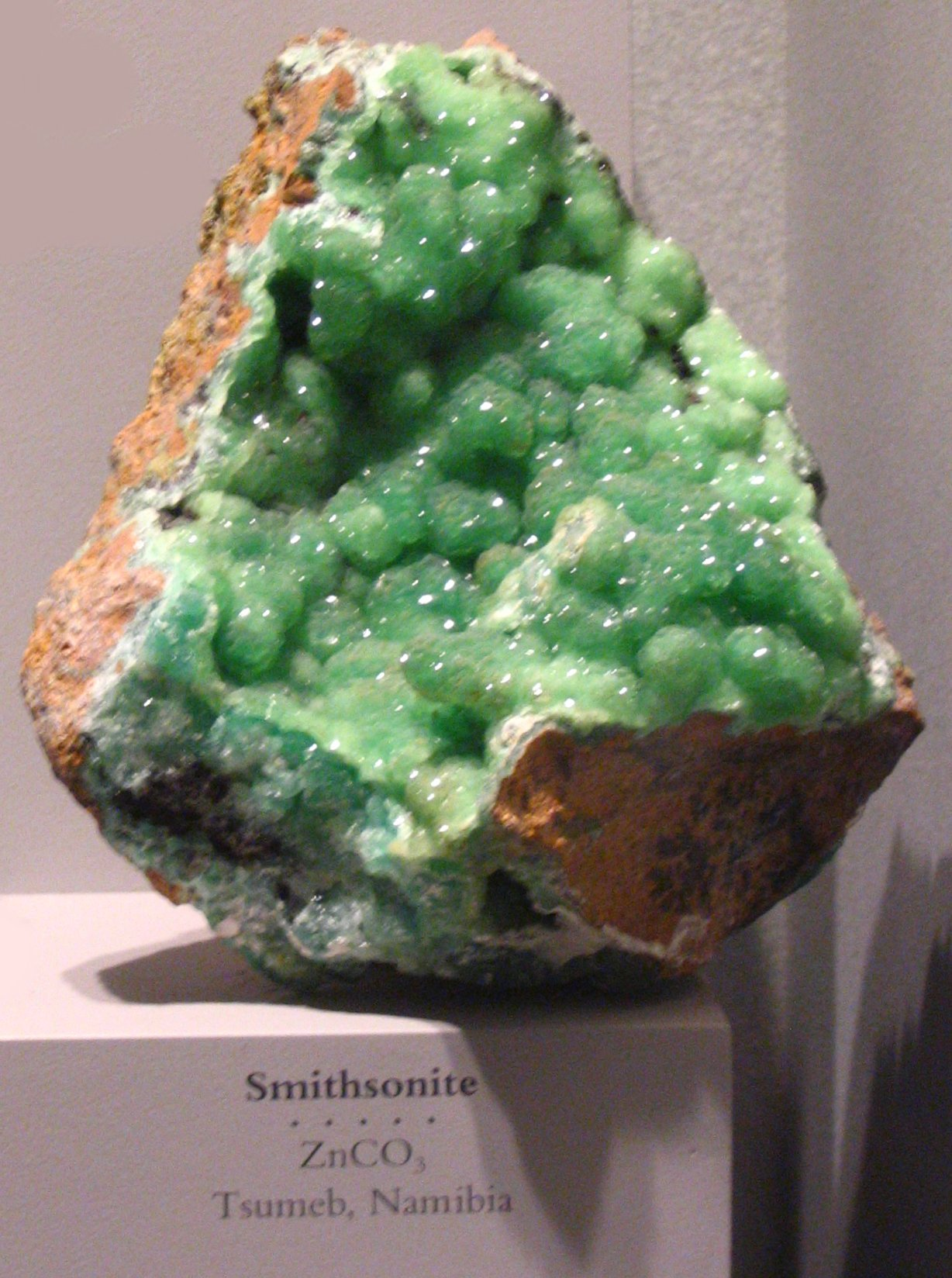
Una gran mostra de smithsonita de Tsumeb, Namíbia, presentada en l'Institut Smithsoniano.

Smithson, va dedicar la seva vida a investigar el món natural, i va visitar Florència, París, Sajonia, i els Alps suïssos per trobar els cristalls i minerals en el qual podria dur a terme experiments - incloent la seva solució, molent-los, encenent-los, i fins i tot per mastegar-los i fer-los olor - per descobrir i classificar les seves propietats elementals. En 1802, Smithson va demostrar que els minerals de carbonats de zinc del carbonat era real i no òxid de zinc, com es pensava anteriorment. Un, espato de zinc (ZnCO3), un tipus de mineral de zinc, va ser rebatejat smithsonita a títol pòstum en honor de Smithson en 1832 per un científic francès. La smithsonita constituïa la principal font de zinc fins a la dècada de 1880. Smithson també va inventar el terme de silicat.
Smithson va publicar almenys 27 documents sobre la química, la geologia i la mineralogia en revistes científiques. Els seus temes que inclouen la composició química de la llàgrima d'una dama, la forma cristal·lina de gel, i un mètode millorat de fer el cafè. Ell estava familiaritzat amb els principals científics de la seva època, incloent al matemàtic francès, físic i astrònom François Arago, Sir Joseph Banks, Henry Cavendish, el geòleg escocès James Hutton, el químic irlandès Richard Kirwan, Antoine Lavoisier i Joseph Priestley.

## La connexió Smithsoniana
Un inversor astut, Smithson va pastar una fortuna en la seva vida. A la seva mort, Smithson li va deixar la seva fortuna al seu nebot, Henry James Dickinson, fill del seu germà que havia mort en 1820. Smithson li va fer canviar el seu nom a Hungerford a mitjan dècada de 1820 i en el qual s'estipulava que si el nebot va morir sense fills legítims o il·legítims, els diners ha d'anar "als Estats Units d'Amèrica, per fundar a Washington un establiment d'augment i la difusió del coneixement entre els homes."
El nebot, Henry Hungerford (el soi disant Baró Eunice de la Batut), va morir sense hereus en 1835, i el llegat de Smithson va ser acceptat en 1836 pel Congrés dels Estats Units. Una demanda (a Gran Bretanya) contra la voluntat es va decidir en favor dels EUA en 1838 i 11 caixes que contenien 104.960 monedes d'or, van ser enviades a Filadèlfia i en l'encunyació de monedes van ser encunyades en dòlars per valor 508.318 dòlars. Va haver-hi una gran controvèrsia sobre com els efectes de l'herència puguin haver-se compliment, i no va ser fins a 1846 que es va fundar l'Institut Smithsoniano.
Smithson, mai havia estat als Estats Units, i el motiu de la donació específica és desconegut. Hi ha una tradició de referències dins de la (família actual) Percy que era fundar una institució que anava a durar més temps que la dinastia del seu pare.